# São Félix de Minas (kommun)
São Félix de Minas är en kommun i Brasilien.   Den ligger i delstaten Minas Gerais, i den sydöstra delen av landet, 700 km öster om huvudstaden Brasília. Antalet invånare är 3 382.
Följande samhällen finns i São Félix de Minas:
- São Félix de Minas

Omgivningarna runt São Félix de Minas är huvudsakligen savann. Runt São Félix de Minas är det glesbefolkat, med 18 invånare per kvadratkilometer.